# Луций Аттий Макрон
Луций Аттий Макрон (лат. Lucius Attius Macro) — римский политический деятель первой половины II века.
О происхождении Макрона нет никаких сведений. Известно, что он был легатом легиона VII Парного легиона, дислоцировавшегося в Тарраконской Испании, но точная датировка его местонахождения на это посту затруднена. Между 130/131 и 133 годом, а не между 135 и 136 годом как считалось ранее, Макрон занимал должность легата пропретора провинции Нижняя Паннония. В 134 году он был консулом-суффектом вместе с Публием Лицинием Пансой. Дальнейшая биография Макрона неизвестна.